# 257년

## 연호
- 위(魏) 감로(甘露) 2년
- 촉(蜀) 연희(延熙) 20년
- 오(吳) 태평(太平) 2년

## 기년
- 위(魏) 폐제(廢帝) 4년
- 촉(蜀) 후주(後主) 35년
- 오(吳) 폐제(廢帝) 6년
- 신라(新羅) 첨해 이사금(沾解泥師今) 11년
- 고구려(高句麗) 중천왕(中川王) 10년
- 백제(百濟) 고이왕(古爾王) 24년

## 사망
- 8월 2일 - 교황 스테파노 1세, 23대 로마 교황